# Bisenti
Bisenti (Bisìndë in dialetto bisentino) è un comune italiano di 1 636 abitanti della provincia di Teramo in Abruzzo. Situata nell'alta Valle del fiume Fino nell'antico territorio della Vestinia, fa parte della Comunità montana del Vomano, Fino e Piomba.

## Geografia fisica
Il paese di Bisenti è situato nell'alta valle del fiume Fino, in posizione collinare (274 m s.l.m.), a 35 km circa dal mare Adriatico e un po' meno dalle alte vette dell'imponente massiccio montuoso del Gran Sasso, nel suo versante teramano. Il Fino in questo punto termina la sua discesa dal territorio montano e pedemontano per cominciare il suo lento e indefesso decorso verso la vallata che diventa sempre più dolce e ampia fino a giungere, dopo la confluenza con il fiume Tavo, al mare.
L'alta valle del Fino appartiene alla provincia di Teramo, ma la geografia e la storia l'ascrivono indubbiamente alla zona di Penne (provincia di Pescara). Infatti già anticamente il territorio apparteneva alla Vestinia, mentre Teramo era la capitale del Pretuzio (che comprende il territorio tra il fiume Vomano e il Tronto). Inoltre i rapporti, i commerci e gli scambi erano più frequenti con gli altri paesi delle valli del Fino e del Tavo più che con quelli della Val Vomano. Si ricorda che Bisenti, prima della formazione della provincia di Pescara (1927), quando la secolare provincia di Teramo (o d'Abruzzo Ulteriore Primo) si estendeva fino al fiume Pescara e si divideva nei circondari di Teramo e Penne, apparteneva a quest'ultimo ed era capoluogo del mandamento di Bisenti.

## Origini del nome
Il nome di "Bisenti" compare per la prima volta nel 1085 quando il Conte Teatino Trasmondo cedette il contado all'abbazia di Montecassino, quindi in un elenco feudale del Regno di Napoli, risalente al XII secolo (epoca normanna) indicato col nome Bisanto, Bisemptum o Biseptum  dagli antichi registri parrocchiali. Da allora le sorti del paese seguirono quelle del Regno.
A quest'epoca risale forse la chiesa di San Pietro, nella contrada omonima, a una navata e di aspetto semplice e modesto, ma posta in un punto panoramicissimo che le conferisce, insieme, una bellezza rustica e mistica. Il lunedì di Pasqua, come è tradizione, tutto il paese vi fa festa, con Messa, processione solenne, banda musicale, fuochi d'artificio, vino Montònico (di produzione locale) e grigliate di carne.

### Nome degli abitanti
Gli abitanti di Bisenti si chiamano Bisentini (in dialetto locale: Bisindòse, in teramano: Bisindese). Coloro che non sono di Bisenti vengono appellati forastìre (tradotto letteralmente: "forestieri"). Un bisentino che torna a Bisenti da qualunque altro posto fuori dal Comune, è solito dire: "So 'rvinùte a l'Itàlie" (trad.: sono tornato in Italia, cioè a Bisenti).
È nota la rivalità con il paese di Castiglione Messer Raimondo i cui abitanti vengono definiti "matti" (dial.: li mìtte di Castiùne). Anche i teramani non godono di buona fama, se fino a pochi decenni fa era diffuso il seguente detto popolare:
"Terramàne schiuppacule
va a la Mèsse e 'nzi 'nghicule
nin 'zi lève lu berrette
Terramàno maledètte"

## Storia

### Fondazione dei Greci
Bisenti è probabilmente di origine greca o italica, ma documenti e ritrovamenti archeologici di epoca pre-romana e romana sono talmente scarsi da non poter dare precise notizie in merito. Secondo lo studioso locale Lamberto De Carolis, Bisenti sorgerebbe sul luogo dell'antica Berethra, citata tra gli altri da Plinio e da Tolomeo. In passato furono trovate tombe romane sul pianoro oltre il fosso Ravicini e sulla parte del fiume Fino da dove si erge la collina di Campo di Pizzo; in una contrada detta volgarmente Tomba schiodata vi sono dei resti archeologici. Durante gli scavi per la costruzione della scuola elementare fu rinvenuta una necropoli picena con tombe a cappuccina e un'epigrafe con l'attestazione della presenza di "magistri". Nessun archeologo professionista ha mai studiato queste tombe che sono in uno stato di completo degrado e abbandono. Il Felice Barnabei indicava, troppo semplicisticamente, come Beretra (o Beregra) il luogo dove ora sorge Montorio al Vomano, senza tener conto delle informazioni fornite da Tolomeo e Sesto Giulio Frontino sull'esatta ubicazione della colonia romana.

### Nascita della città romana

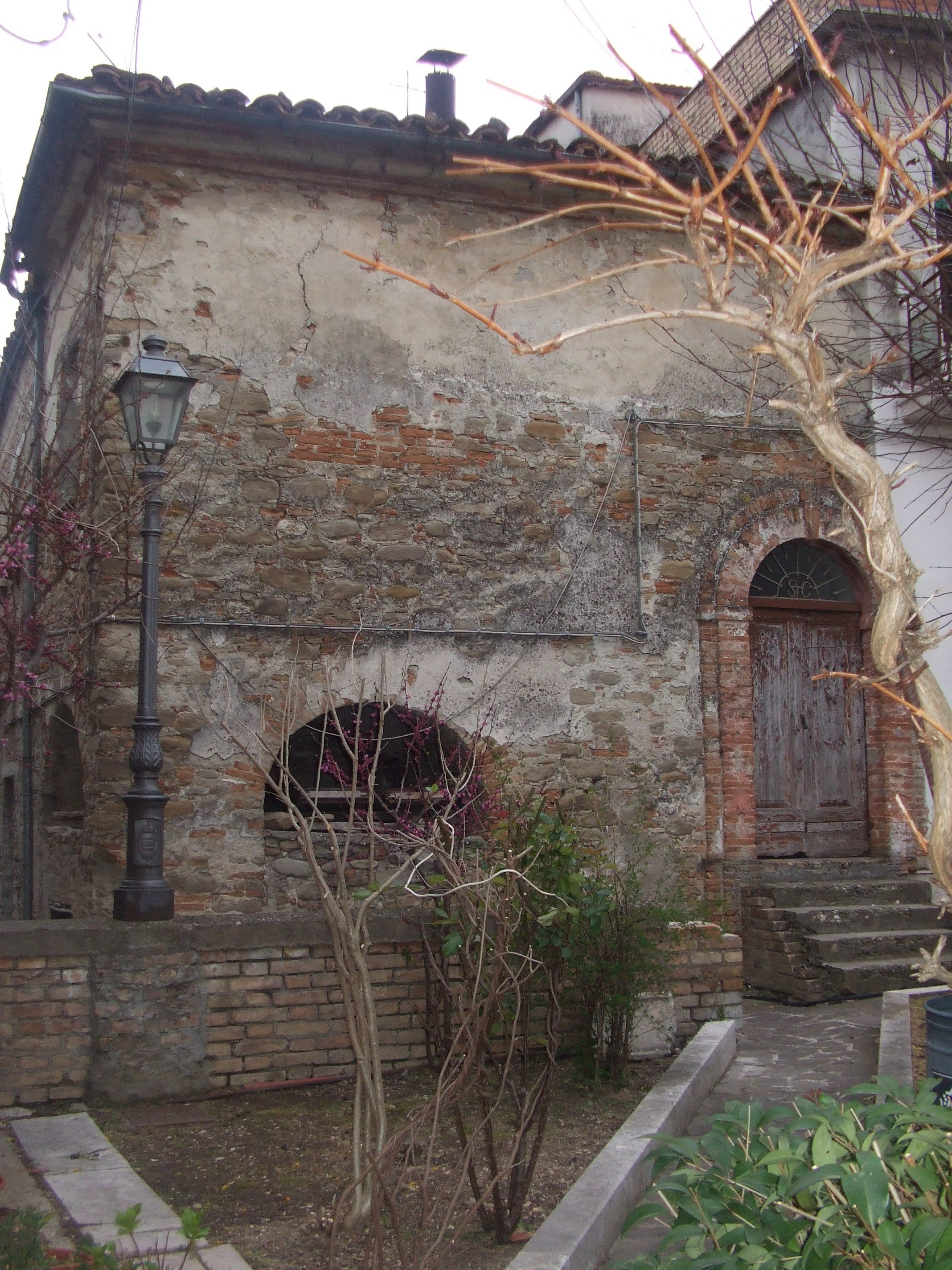
Presunta casa di Ponzio Pilato, via del Pastificio

Gli storici hanno a lungo dibattuto sulla esatta individuazione del luogo in cui sorse l'antica città romana di Beregra o Beretra, denominazione alternativa riferita da alcuni studiosi sulla base di deduzioni etimologiche che prevedono una derivazione dal greco baratron, che vuol dire “anfratto stretto” e che peraltro definisce una costituzione orografica conforme e riscontrabile unicamente nell'odierna Bisenti.
Combinando le informazioni riferite da Tolomeo nell'opera “Geografia” (Lib. 3. Tab. 6, Europa) con quanto asserito da Frontino nel volume De Coloniis, risulta immediata l'identificazione di Beregra con l'attuale Bisenti. Claudio Tolomeo, infatti, nel citato volume scrive Praetutiorum Civitates, qui sunt magis orientales Marsis, Beregra, Interamnia, lasciando intendere innanzitutto che Beretra è una città pretuziana e specificando altresì che, sul fronte orientale dell'Ager Pretutianus, la stessa Beretra si trova in posizione piuttosto contigua al territorio dei Marsi, cioè l'attuale Marsica. Nel medesimo volume, oltretutto, Tolomeo aggiunge Vestinorum Civitates, qui sunt magis orientales praetutiis, Pinna”facendo comprendere che, tra le città vestine immediatamente ad oriente delle due menzionate città pretuziane, vi è Penne; questa indicazione risulta ancor più chiarificatrice della precedente, proprio perché Bisenti, a differenza delle altre cittadine che rivendicano di essere state sede dell'antica Beretra, si trova a ridosso dell'area vestina ed anzi, per certi versi, può ritenersi anche che appartenga seppur marginalmente a tale comprensorio geografico.
Dal De Coloniis di Frontino, si arriva a un'assoluta e definitiva certezza sul riconoscimento di Beregra con Bisenti. Sesto Giulio Frontino, riferisce anche dell'Ager relativo alla città di Beregra, scrivendo Veregranus Ager ea lege continetur, qua et Theatinus e citando dunque in questo passaggio l'“Ager Theatinus” ovvero il comprensorio dell'attuale città di Chieti il quale, per quanto riguarda la posizione geografica, è sicuramente più vicino a Bisenti che agli altri paesi indicati quali possibili luoghi di ubicazione dell'antica Beretra.

### Legenda della città di Ponzio Pilato

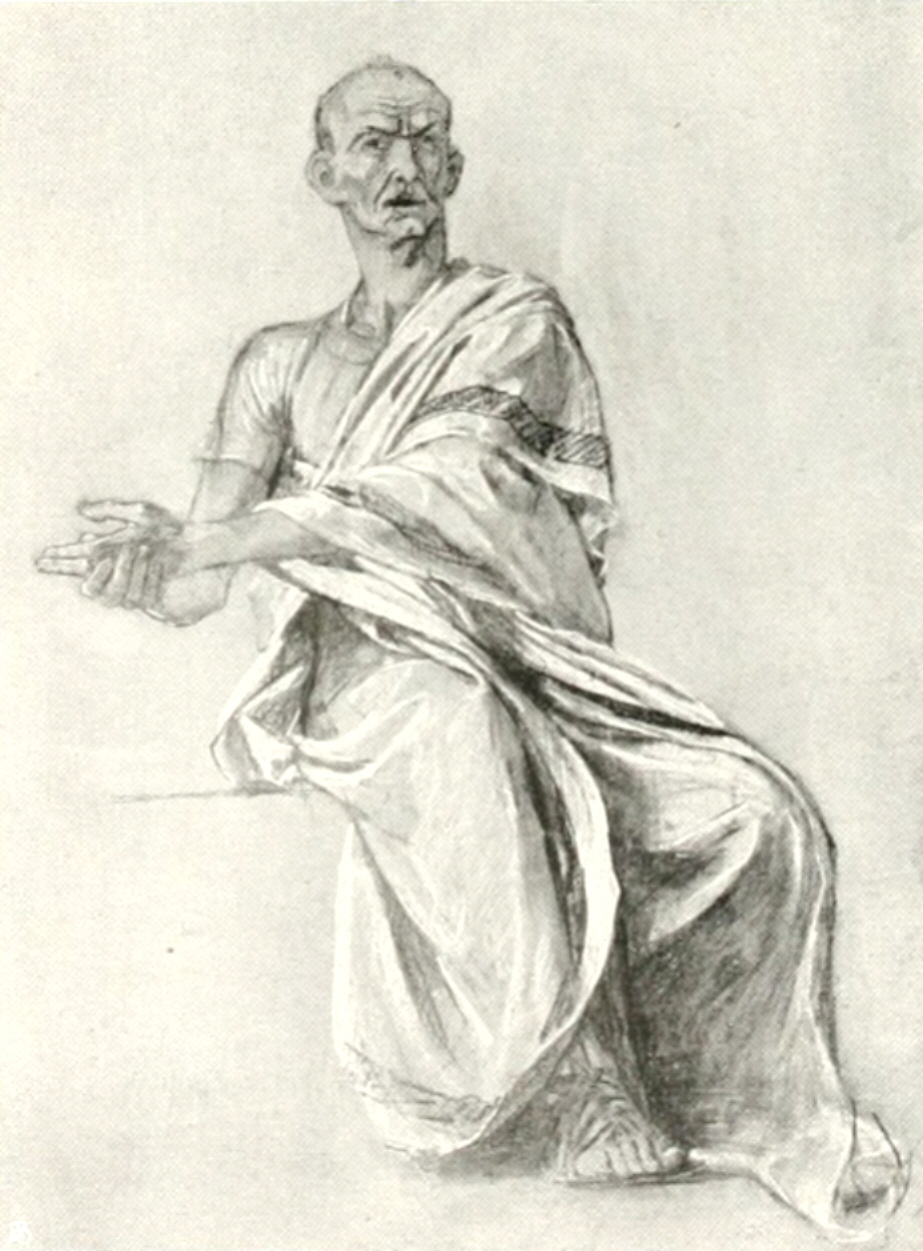
Ponzio Pilato, nato a Bisenti secondo cronache antiche

Una leggenda vuole che Bisenti abbia dato i natali a Ponzio Pilato; tale tradizione, a differenza di quelle riferite ad altri luoghi, è molto articolata e non si limita ad affermare che il prefetto è nato qui, ma spiega i dettagli della sua origine. Secondo il racconto, tramandato di generazione in generazione, un avo del celebre funzionario romano, Ponzio Aquila, partecipò alla congiura delle Idi di marzo contro Giulio Cesare; con il ristabilirsi dell'ordine pubblico, le famiglie dei cesaricidi furono confinate presso le colonie romane e tra queste i Ponzi furono esiliati in quel di Berethra (antico nome di Bisenti dal greco baratron, “valle stretta e profonda").
Nato e cresciuto in questa località, il giovane e futuro prefetto ebbe dunque la possibilità di conoscere le tradizioni ebraiche e apprendere la lingua “straniera”, l'aramaico. L'allora Berethra, infatti, era è ubicata nel cuore di un territorio, dell'area centro-adriatica, conosciuto in antichità con la denominazione di Palestina Piceni in quanto colonizzato nel 600 a.C. circa da popolazioni mediorientali provenienti dalla terra di Canaan. Proprio la conoscenza del linguaggio e delle abitudini simil-giudaiche, apprese vivendo nella “Palestina Piceni”, avvantaggiarono il giovane militare Ponzio Pilato nella nomina di V prefetto della Giudea.
A Bisenti è visitabile il luogo che la tradizione indica come casa natale di Ponzio Pilato. L'edificio, anche se modificato e ristrutturato nel corso dei secoli, conserva ancora, nel suo impianto, le caratteristiche di una tipica domus romana: un lato dello stabile presenta un porticato con un cortiletto o vestibolo, sul lastrico di tale corte si notano dei resti di un'antica pavimentazione realizzata con ciottoli che formano delle particolari geometrie molto simili alle figurazioni dei mosaici che impreziosivano le ville romane. A ridosso di tale cortiletto si trova un locale, l'atrium della casa di Ponzio Pilato. Al di sotto di tale area dell'edificio, sono presenti due enormi cisterne che, per le caratteristiche tecniche costruttive delle murature in opus caementicium e per la presenza di alcune tracce di intonaco impermeabile di tipo opus signinum, possono essere fatte risalire all'epoca romana. Sotto l'impluvium, è ancora perfettamente conservato un qanat, un sistema di distribuzione idrico molto diffuso nei territori mediorientali.
Non si può dunque escludere che il qanat di Bisenti sia stato realizzato proprio da Ponzio Pilato che, avendone appreso la tecnologia costruttiva in Giudea, una volta tornato in patria pensò bene di costruire un sistema idrico del genere per captare le acque da una falda, incanalarle mediante una galleria sotterranea per alcuni chilometri e prelevarla, per le proprie esigenze personali, da un pozzo situato all'interno della sua casa e, per le necessità degli altri concittadini Berethriani, in una fonte di erogazione pubblica, oggi denominata "fonte vecchia", della quale si possono ancora ammirare, integralmente preservate, i cunicoli di adduzione e le vasche di decantazione. Questa vecchia tradizione popolare è anche presente in un'opera minore di Ennio Flaiano. È anche riportata da Angelo Paratico in "gli assassini del Karma" e da Giacomo Acerbo in "fra due plotoni di esecuzione".

### Medioevo e rinascimento

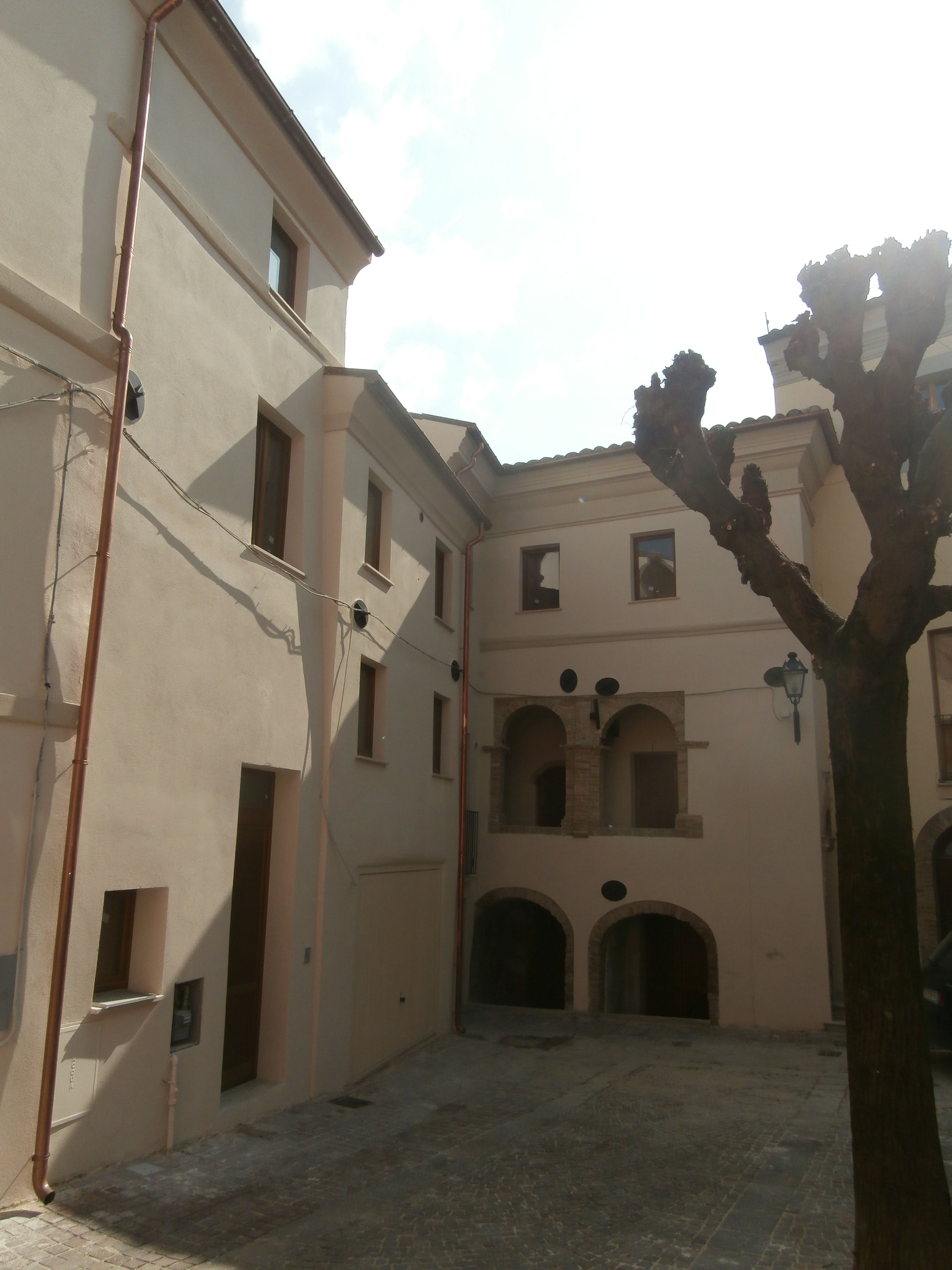
Quartiere Codacchio

Nell'XI secolo compare come uno dei Castelli governati dall'Abbazia di Montecassino, poiché viene rappresentato sulle porte bronzee del Monastero, fatte costruire nel 1065 dall'Abate Desiderio.
Nel Trecento nacque Bartolomeo da Bisenti, fisico, matematico e professore di medicina; fu ai servizi della corte angioina e venne insignito del titolo di "Miles". Il paese allora contava poche anime e non si estendeva oltre le mura di cinta del vecchio castello (ora quasi totalmente scomparse). Si presume che in questo periodo siano state innalzate le tre torri, simbolo del paese, di cui rimane in piedi solo la più grande (dimezzata rispetto alla sua altezza originaria).
Nel Quattrocento fu realizzata la chiesa di Santa Maria degli Angeli, poi ingrandita nel 1776 su progetto di mastro Giovanni Antonio Fontana da Penne, quando assunse la conformazione attuale. Alla fine del XV secolo risale la statua lignea di santa Maria degli Angeli, realizzata da Gianfrancesco Gagliardelli; la leggenda vuole che, tanti secoli fa, la statua della Madonna comparve sulla sponda del fiume Fino e venne portata dalla popolazione festosa nella chiesa.
La Madonna degli Angeli viene festeggiata solennemente il 2 agosto di ogni anno. La festa religiosa inizia con un triduo il 30, 31 luglio e 1º agosto.
La festa civile è andata scemando a partire dal 2008; precedentemente, la mattina del 2 agosto il paese veniva svegliato dalla banda che suonava per le vie del centro. Il pomeriggio veniva (e viene tuttora) celebrata la Santa messa e poi la processione con la statua della Madonna, preceduta da una doppia fila composta dalle sole donne del paese e seguita dal prete, dalla banda e dalla popolazione, mentre le campane suonavano a martello e i fuochi d'artificio (detti volgarmente li spère) scandivano la solennità del momento. La processione del 2 agosto venne in vari tempi descritta da illustri scrittori, in primis Gabriele D'Annunzio nella sua celebre Le novelle della Pescara, dove fornisce dei particolari sull'antica processionee.
Dopo cena la banda, all'interno di una cassarmonica, eseguiva pezzi di musica classica e lirica, chiamati dai bisentini li pizze; la chiesa, illuminata di una luce soffusa, rimane aperta per l'indulgenza plenaria, mentre in piazza un leggero e continuo vociare accompagnava l'esecuzione dei pezzi.
A mezzanotte vi era lo spettacolo pirotecnico conclusivo, che veniva assistito dai bisentini dal belvedere nei pressi dell'antica porta da piedi. In alternativa veniva eseguito il caratteristico Ballo della pupa in piazza.
Sempre dell'epoca è la chiesa di sant'Antonio Abate, sita presso la confluenza del Fossato col fiume Fino. La festa di sant'Antonio è molto sentita a Bisenti: la statua del santo il 16 gennaio viene trasportata dalla chiesetta a santa Maria degli Angeli e venerata dai fedeli; il giorno dopo, con solenne processione si riporta la statua nella chiesa di S. Antonio. Nel pomeriggio del 16 gruppi di ragazzi si mascherano da sant'Antonio e da demonio e vanno in giro per le case a fare la questua cantando lu Sand'Andonie.

### Seicento e Settecento
Tra la seconda metà del Cinquecento e la fine del Seicento Bisenti fu scossa da varie epidemie che decimarono la popolazione. Particolarmente devastante fu la peste del 1656, alla quale sopravvisse solo un terzo degli abitanti del paese.
Si può facilmente immaginare, passeggiando per le vie della parte più antica del paese, la vita e l'anima di Bisenti in questo periodo: contadini che lavorano la terra, donne che adempiono ai doveri domestici e accudiscono i piccoli, signore che preparano gli umili piatti locali per la famiglia che - a giornata finita - si riunisce a tavola, il fuoco scoppiettante nei camini che d'inverno riscaldano ed illuminano le case, le campane che scandiscono l'inizio e la fine della giornata e richiamano il paese alla messa, l'attesa e poi l'allegria dei giorni di festa. Particolarmente sentita è sempre stata la festa della Madonna degli Angeli (che si celebra il 2 agosto) quando "molte giovinette, con in capo canestre di grano, conducono per le vie un asino che porta su la groppa una maggiore canestra; ed entrano nella chiesa della Madonna degli Angeli per l'offerta, cantando" (D'Annunzio, Novelle della Pescara).

### Ottocento

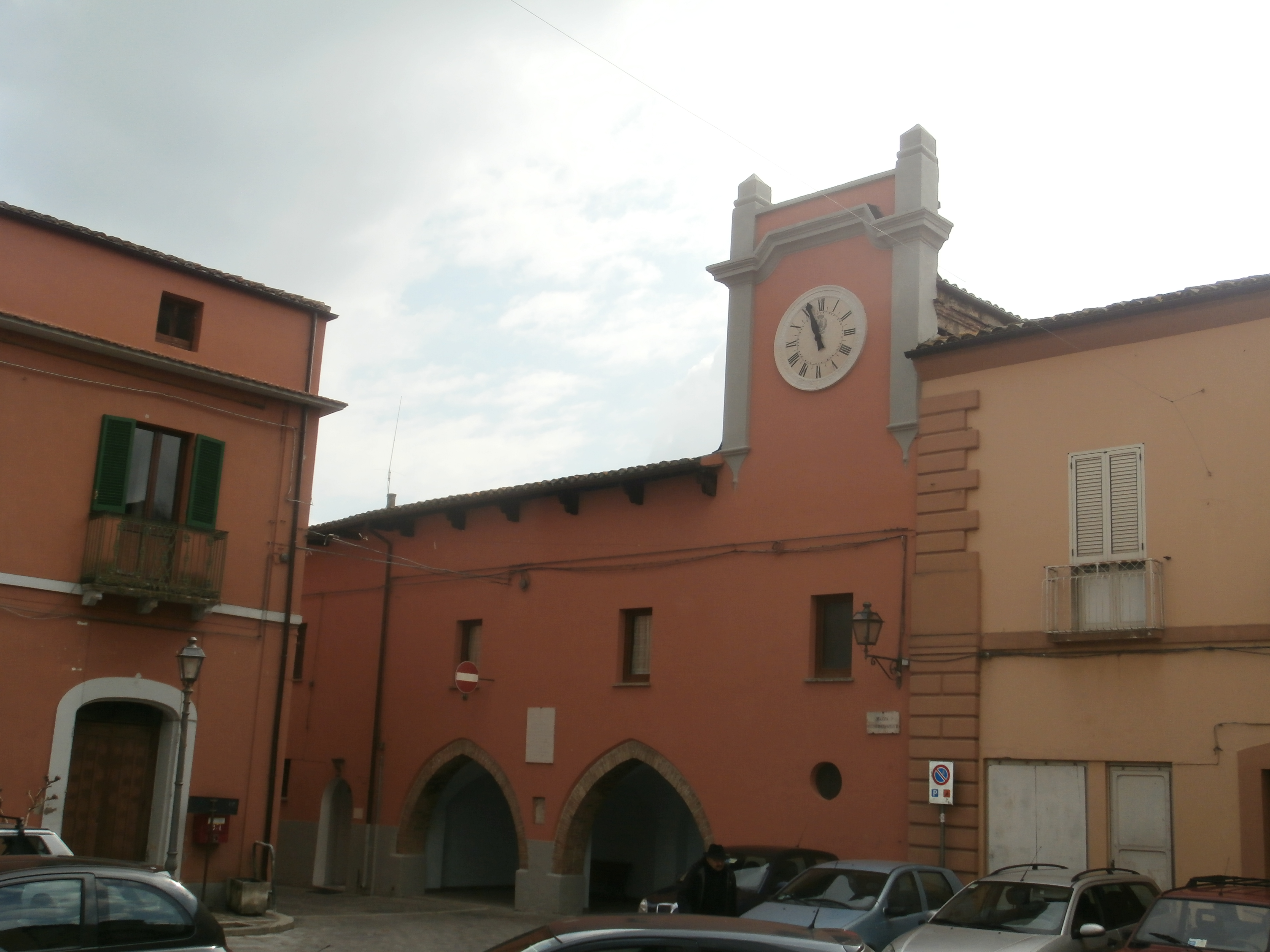
Casa badiale, palazzo comunale

Alla fine del Settecento, in piena Rivoluzione Francese, i giacobini invasero l'Italia. Dovunque diffusero gli ideali laici di "libertà, uguaglianza e fratellanza" ed in molti paesi piantarono i loro alberi della libertà in sostituzione degli emblemi religiosi. Gli italiani, nella quasi totalità cattolici osservanti, insorsero in massa in tutte le regioni della penisola. Anche a Bisenti vi furono vari cittadini che protestarono, nell'intento di organizzare sommosse; spesso queste vennero considerate come azioni da parte di briganti, quindi confuse con l'operato - ben diverso - di questi ultimi. Si sa che in quel periodo i francesi condannarono a morte varie persone, tra cui tal Nicola Liberati e Donato D'Agostino il quale fu impiccato in contrada Montagnola e lasciato appeso per svariati giorni.
Non è ancora stato approfondito nessuno studio locale su tali moti: sappiamo per certo che nel 1799 i fratelli Fontana, figli del succitato Giovanni, partirono da Penne alla volta di Teramo con uno stuolo di circa mille rivoltosi, che via via aderivano lungo il cammino; d'altronde una figlia del Fontana abitava a Bisenti, essendo moglie del sindaco di Bisenti Francesco Valente, ma non si conosce se quest'ultimo partecipò o meno alla rivolta e coinvolse i suoi concittadini. Inoltre, il notaio locale Alberto De Carolis, vissuto alla fine dell'Ottocento, sosteneva che nel 1807 dei "briganti" avevano appiccato il fuoco in comune e molte carte antiche andarono bruciate. Certo è che in molti paesi limitrofi vi furono massicci movimenti popolari di matrice antigiacobina e anche a Bisenti furono commessi più omicidi a sfondo politico o di vendetta, tant'è che negli anni dal 1801 al 1804 svariati politici locali, anche se regolarmente eletti sindaci o decurioni, cercavano di farsi esentare dal loro ruolo. Uno studio più approfondito dei processi della Gran corte criminale dovrebbe tracciare un filo conduttore a questi avvenimenti, solo accennati dallo storico Lamberto De Carolis.
Il 1816 fu l'anno senza estate; in conseguenza di quel clima e della conseguente carestia, scoppiò nel teramano un'epidemia di febbri tifoidi che tra quell'anno e il 1817 decimarono la popolazione bisentina: nel paese, che allora contava circa duemila abitanti, vi furono oltre 500 decessi.

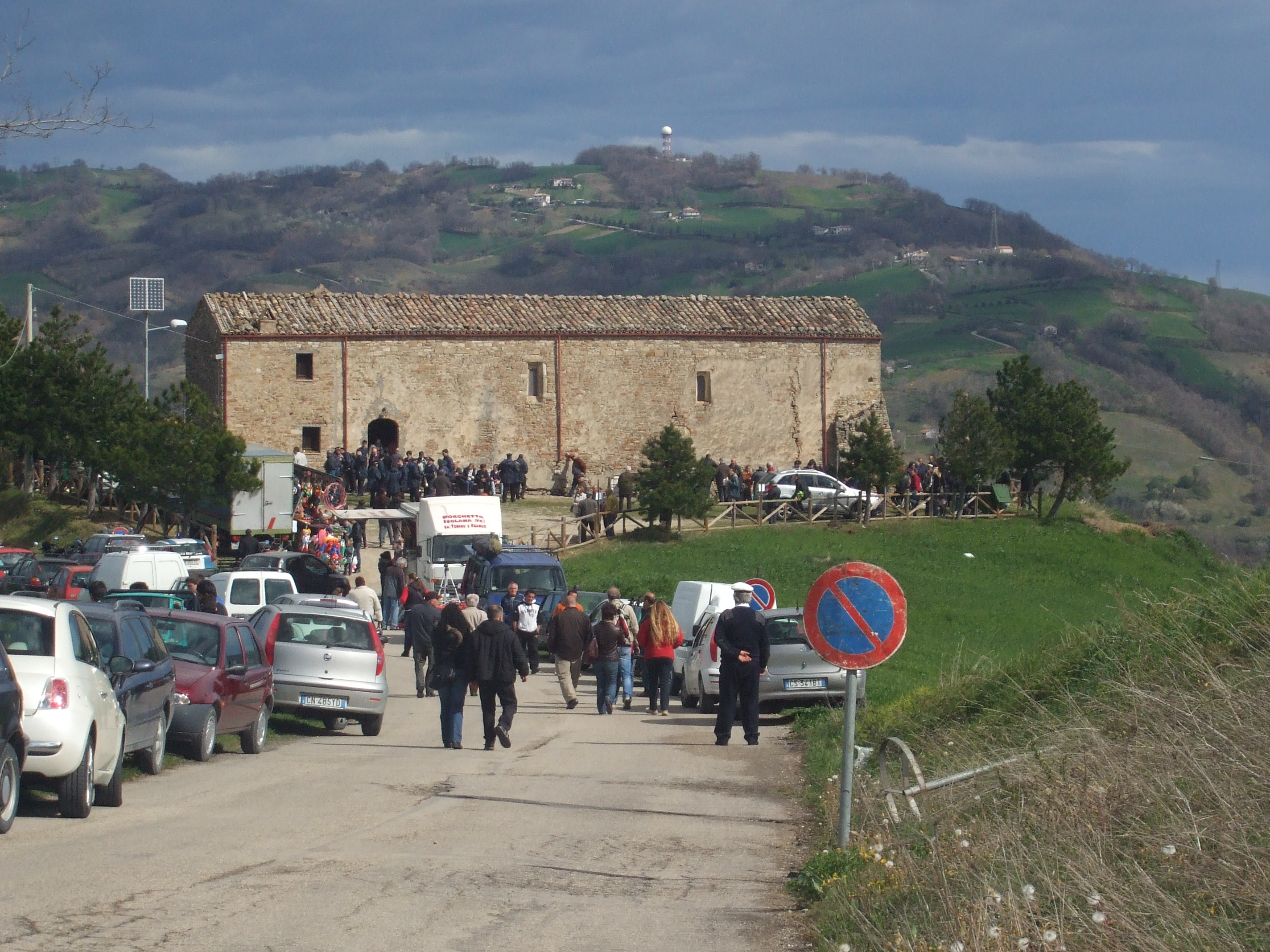
Chiesa di San Pietro

Dopo il 1821 alcuni tra i personaggi bisentini aderirono alla Carboneria, tutti di estrazione sociale elevata come il possidente Alessandro Barone e il medico Nicola Costantini. Essi, insieme ad altri e secondo le direttive delle alte sfere dei movimenti cospirativi, organizzarono riunioni segrete quando a Roma fu instaurata la Repubblica Romana (1849): i processi della Gran Corte Criminale conservati presso l'Archivio di Stato di Teramo narrano come in quell'anno in casa di Emidio di Pompilio De Carolis si riunissero una quarantina di persone con l'intento di organizzare rivolte per cambiare la forma di governo. Il possidente Pasquale De Luca raccontava con orgoglio che nella piazza del paese, mentre la guardia nazionale effettuava le sue esercitazioni, con un cappello conficcato sulla punta della sua baionetta, gridava che attendeva la repubblica, mentre il proprietario Filippo Mazza sosteneva che avrebbe messo a morte re Ferdinando II. Allo stesso modo, l'abate Marchegiani, dopo la sospensione della costituzione da parte di re Ferdinando, rifiutò di cantare il Te Deum per l'onomastico del re. Senza contare che i fratelli Donatangelo e Tiburzio Ferzecca, di carattere violento e temuti da tutta la popolazione, cercavano di convincere i popolani a schierarsi con i liberali. Per questo uno dei due fratelli, Donatangelo, venne più volte alle mani con il beccaio Domenico Scocchia, che invece era filoborbonico. La famiglia Ferzecca era nota per annoverare vari personaggi dispotici e disposti a tutto.
Si vociferava che il nonno di Donatangelo, tal don Tiburzio, divenne possidente in quanto di nascosto si dava al brigantaggio ai danni della popolazione. Egli, di temperamento violento e vendicativo, sempre secondo vecchie dicerie, venne quasi con piacere sepolto nella calce viva quando dava ancora segni di vita. Il Lamberto De Carolis effettua una lunga descrizione dei cittadini - tutti di estrazione sociale elevata - di ideali liberali che aderirono ai moti risorgimentali, un po' seguendo l'andamento generale della borghesia e dei notabili teramani e pennesi. Su costoro contò non poco l'influenza di Clemente de Caesaris e del medico condotto Luigi Pigliacelli che operava a Bisenti. Poco si sa invece di chi fosse lealista e filoborbonico: certo è che don Achille Barone e Gaetano De Ovidiis erano ritenuti tali, anche se il primo ebbe riconoscimenti per la repressione del brigantaggio, mentre il secondo era figlio di Giacomandrea, ricco possidente che patteggiò per i francesi nel 1799. D'altronde, nel processo contro Emidio de Carolis, suo figlio Clemente e i fratelli Ferzecca, testimoniarono contro di loro svariati cittadini di condizione sociale umile, tra cui anche alcuni loro parenti. Si può desumere l'atteggiamento della popolazione solo da un accurato studio dei processi della Gran corte criminale.

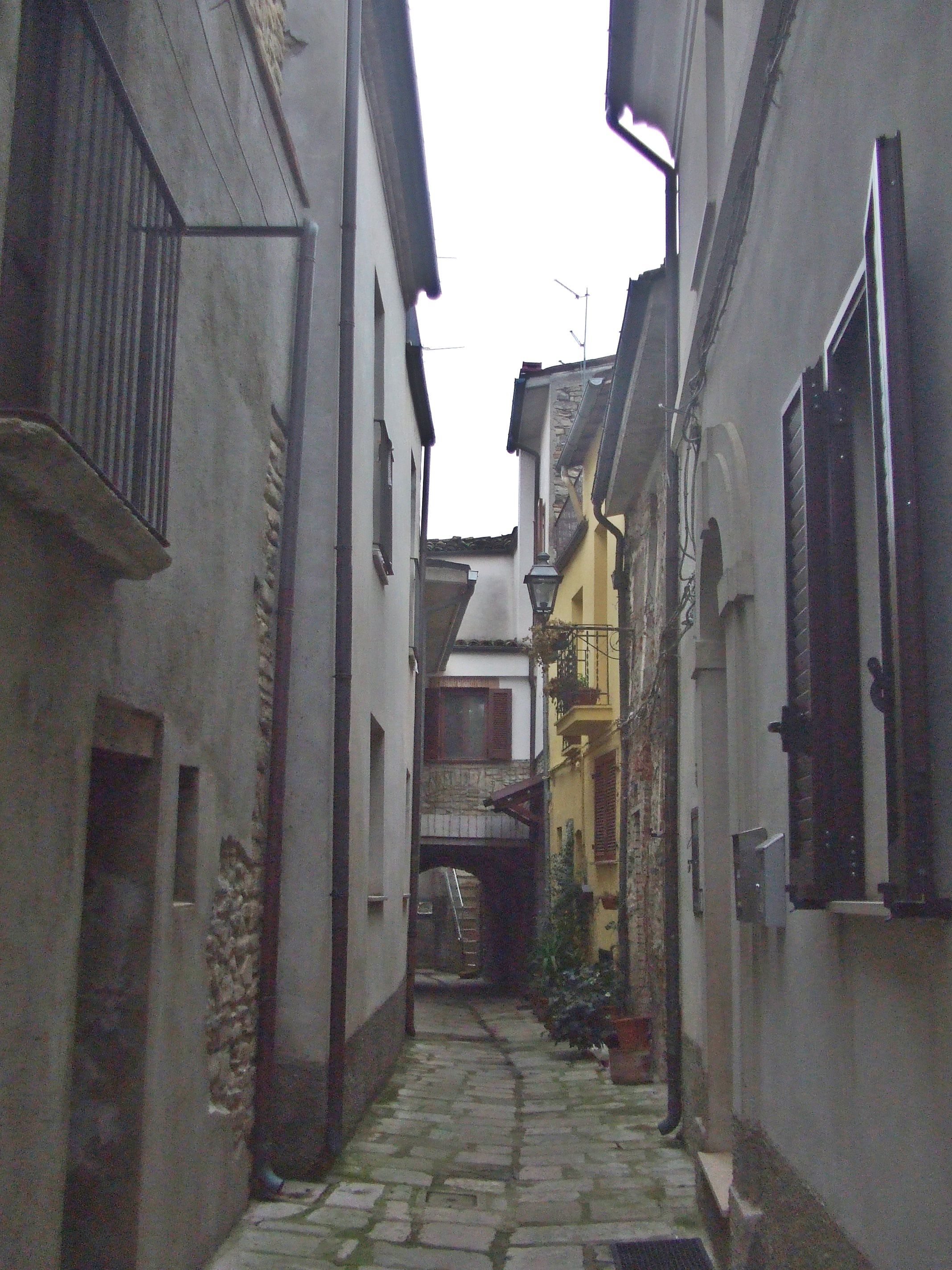
Rione Supporto

I suddetti cittadini filosabaudi, in accordo con l'abate Marchegiani, nel momento della proclamazione del Regno d'Italia (17 marzo 1861), ingaggiarono la ditta Capone per uno spettacolo pirotecnico, mentre si sapeva che nella non lontana Civitella del Tronto irriducibili soldati di re Francesco II combattevano ancora per difendere l'antico regno borbonico. Dal momento che tutto il sud (Abruzzo compreso) fu trattato dal nuovo governo come una colonia, inoltre la coscrizione obbligatoria toglieva braccia ai campi, non mancarono risentimenti da parte della popolazione: alcuni paesani inveirono pubblicamente contro il neonato governo, mentre altri furono sorpresi di notte con le armi in mano. La situazione era ancora più incandescente nei comuni limitrofi, tant'è che il governatore di Teramo Sigismondi chiese truppe al Comando di Napoli per contrastare la resistenza che aveva il completo dominio della zona di Penne.
A cavallo tra il XIX e il XX secolo furono eseguiti vari lavori che hanno dato al paese l'odierna fisionomia. Tali lavori ebbero carattere totalmente innovativo e poco conservativo del nucleo medievale e rinascimentale. Furono distrutte due delle tre torri, una parte delle mura di cinta, le due porte "da capo" e "da piedi", furono abbattute case plurisecolari perché ritenute "fatiscenti" ecc. Si ricorda tra gli altri, l'abbattimento dell'antica chiesa di San Pasquale, posta in largo Regina Margherita, in prossimità della Porta da Piedi nell'anno 1883; la costruzione della Fonte Nuova e di un ponte atto a colmare il dislivello tra le strade entro le mura e la via per Teramo (l'odierna via Roma), avvenuto nel 1899; il rifacimento della circonvallazione di mezzogiorno (1906) in seguito a una frana che aveva coinvolto varie abitazioni, tra cui l'antica casa Valente; l'abbattimento di alcune abitazioni antistanti alla Piazza del paese, che ha ampliato notevolmente la via Costantini. In particolare, l'abbattimento della chiesa di San Pasquale fu fortemente voluto dal notaio Alberto De Carolis, che riteneva così di poter effettuare un'opera di pulizia igienica della zona a scapito di una preziosa testimonianza del passato; a niente valsero le proteste dell'abate don Florestano Catitti che cercò di fermare la demolizione di una chiesa antichissima a cui i bisentini erano molto legati, arrivando a supplicare anche il Prefetto. Nulla si sa invece di quando furono abbattute le due torri minori, situate presso la Porta da Capo, le quali nel 1770 erano ancora in piedi.

### Novecento
Molti furono i bisentini chiamati a combattere nelle guerre del Novecento. Numerosi partirono nella campagna di Libia e nella Guerra del 1915-18. Durante la prima guerra mondiale vari bisentini morirono combattendo valorosamente sul Carso, mentre i ragazzi del '99 furono chiamati a battersi sul Piave, fino alla redenzione di Trento e Trieste (le vie intitolate alle due città, a Gorizia e a Fiume ricordano la riunione delle terre irredente all'Italia). Il 4 novembre 1918 la guerra per l'Italia ebbe fine e a Bisenti fu innalzato un tricolore davanti alla chiesa e furono fatte suonare le campane a distesa. Era questo il periodo in cui il sentimento nazionale cominciò a farsi sentire in tutti i ceti della popolazione.
Nel 1915 nacque a Bisenti nel rione del Supporto Pasqualino Canzii, il quale sin da piccolo mostrò una singolare religiosità, bontà e devozione. Morì all'età di quindici anni mentre era seminarista a Penne ed è stato proclamato Servo di Dio nel ventunesimo secolo.
Già dal Sette-Ottocento Bisenti aveva affermato la sua importanza e la sua centralità rispetto agli altri centri della valle del Fino; nel periodo tra le due guerre mondiali essa raggiunse il picco massimo. Il paese infatti, nonostante la guerra e soprattutto l'epidemia spagnola che aveva mietuto tante vittime, contava più di quattromila persone, aveva la pretura e varie piccole industrie nel ramo tessile ed agroalimentare. Nel 1932 l'AGIP installò un cantiere per la trivellazione del terreno, ma nel 1934 un incendio si propagò nell'impianto distruggendo gran parte delle attrezzature.
Durante il ventennio fascista si ricorda il discorso dell'onorevole Giacomo Acerbo tenuto in piazza nel novembre del 1923 e la benedizione del gagliardetto del fascio. La campana grande, che dà sulla piazza, venne rifusa in modo tale che fossero impressi i caduti della Grande guerra. Da segnalare ancora la partecipazione di vari bisentini alle guerre d'Abissinia (alla quale fece seguito la proclamazione dell'Impero d'Italia) e di Spagna.

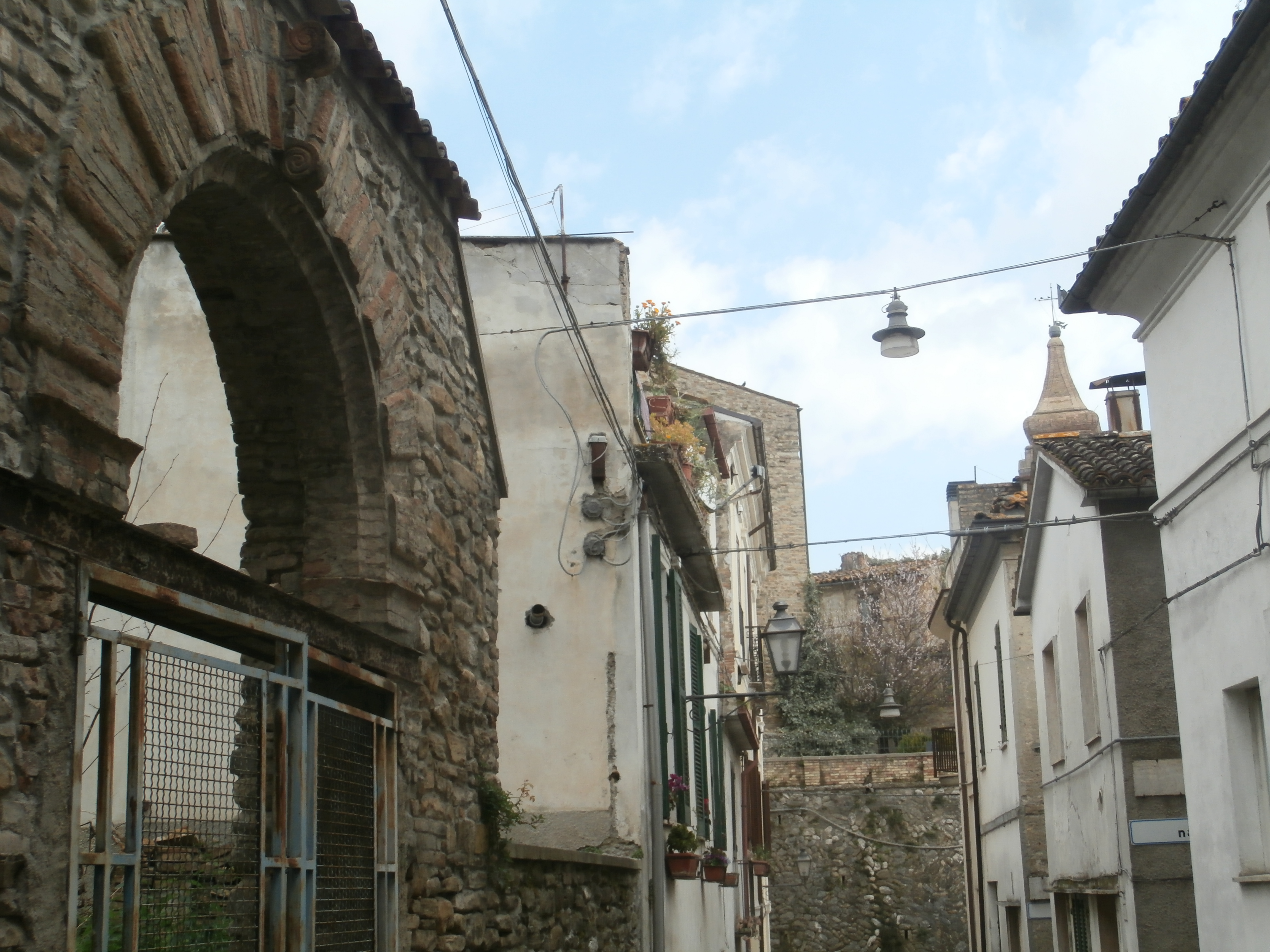
Rione Rampigno

La seconda parte della seconda guerra mondiale è stata vissuta dai bisentini come un momento altamente drammatico. Un bombardamento americano venne compiuto nel 1944 con l'intento di colpire il presidio tedesco, situato nei pressi dell'"incrocio", ma le bombe caddero in località San Savino ed il paese ne uscì immune. I tedeschi generalmente non tennero un comportamento ostile nei confronti della popolazione, ma chiamavano a sé vari ragazzi del luogo affinché compissero varie mansioni. Il loro atteggiamento poi mutò in seguito a due episodi. Nei pressi di Piedifinati due cecchini partigiani ammazzarono dei soldati tedeschi in ritirata; si rischiò la rappresaglia, ma fortunatamente questa non avvenne; inoltre, a Colle Marmo, fu ammazzato un soldato tedesco in seguito a una colluttazione. Questa volta la rappresaglia avvenne e furono uccisi in tutto dieci persone del luogo, tra cui una donna incinta. In contrada Scipione essi fecero decine di prigionieri, a cui fecero scavare una fossa. In questa venne seppellita il soldato ucciso e risparmiarono i civili, tranne tre (infatti fino a quel momento erano state uccise sette persone) i cui corpi furono rinvenuti nella località la castillàne. La guerra terminò per Bisenti il 13 giugno 1944, dopo che i tedeschi avevano fatto saltare il ponte sul fiume Fino presso Bivio Castelli; questo fu ricostruito nel 1946 ad opera dell'impresa "Americo Crudeli".
Dopo la costituzione della Repubblica italiana, il paese era in gran fermento alla vigilia delle votazioni del 1948: lo schieramento locale della Democrazia Cristiana era guidato dall'avvocato Riccardo De Carolis, mentre il Fronte popolare era sostenuto da Alessandro Catitti e la lista "Stella e corona" che raccoglieva i monarchici era guidata da Giovanni Pensieri. La vittoria della DC a Bisenti fu schiacciante rispetto agli altri partiti; le giunte del dopoguerra saranno pressoché tutte democristiane.
Nell'ottobre del 1975 si tenne il primo "Revival dell'uva e del vino Montonico", con l'obiettivo di oltrepassare la semplice sagra di paese, riscoprendo le tradizioni campagnole del periodo della vendemmia un tempo molto forti ma che allora già stavano scomparendo. Il Revival negli anni si arricchì di vari appuntamenti ed iniziative, come l'arrampicata all'albero della cuccagna, la gara di disegni a tema riservati ai bambini, il carro di Bacco, l'esecuzione di canti folkloristici ad opera della corale "Lamberto De Carolis" e la sfilata dei carri allegorici.
Ma, nel frattempo, Bisenti cominciò a spopolarsi. La realtà - in Italia come negli altri paesi occidentali - cominciava a cambiare radicalmente anche per i ceti più bassi della popolazione. Il progresso, l'emancipazione, il consumismo si radicarono progressivamente nell'italiano medio, che però perdeva sempre più il senso della tradizione e quei valori che erano stati vivi per secoli. Un piccolo paese come Bisenti non poteva dare ciò che la nuova società ormai richiedeva, mentre i vecchi mestieri venivano soppressi dalla meccanizzazione e soppiantati da nuove occupazioni che Bisenti non offriva. Così, a partire dagli anni cinquanta, un numero sempre crescente di persone abbandonava il paese, la cui realtà cominciava ad essere troppo piccola e poco promettente per il futuro. L'esodo di massa è dovuto anche alla lontananza del paese dai grandi centri abruzzesi, dal suo isolamento a causa di una viabilità non agevole, dal fatto che l'alta valle del Fino è tagliata fuori dalla provincia di Teramo, nonché dallo scarseggiare di industrie e di attività lavorative. Anche la progressiva soppressione delle carceri, della pretura, delle scuole superiori nonché la chiusura di punti di riferimento come le cantine, dove la gente del paese si riuniva per fare due chiacchiere o una partita a Tajacocce (Assopigliatutto), segnavano la continua decadenza del paese. Ad oggi la popolazione di Bisenti si aggira a circa 1950 persone, come i più piccoli paesi della provincia, mentre solo sessanta-settanta anni fa era considerato uno dei centri più importanti dell'entroterra teramano.

### Eventi contemporanei
Il 6 aprile 2009 un violento terremoto ha scosso L'Aquila e l'Abruzzo. A Bisenti alcune case hanno riportato lievi danni, ma il paese ha pagato il tributo con una vittima, Serena Scipione di 24 anni, che si trovava in via Generale Francesco Rossi 22, vicino alla casa dello studente dell'Aquila al momento della scossa delle 3.32. L'edificio, nonostante sembrasse stabile, è immediatamente crollato causando circa 20 vittime, di cui 13 studenti. La bisentina Marta Valente, migliore amica di Serena, è stata estratta viva dalle macerie 23 ore dopo; la sua vicenda è diventata famosa in tutta Italia.

## Monumenti e luoghi d'interesse

### Chiesa parrocchiale di Santa Maria degli Angeli

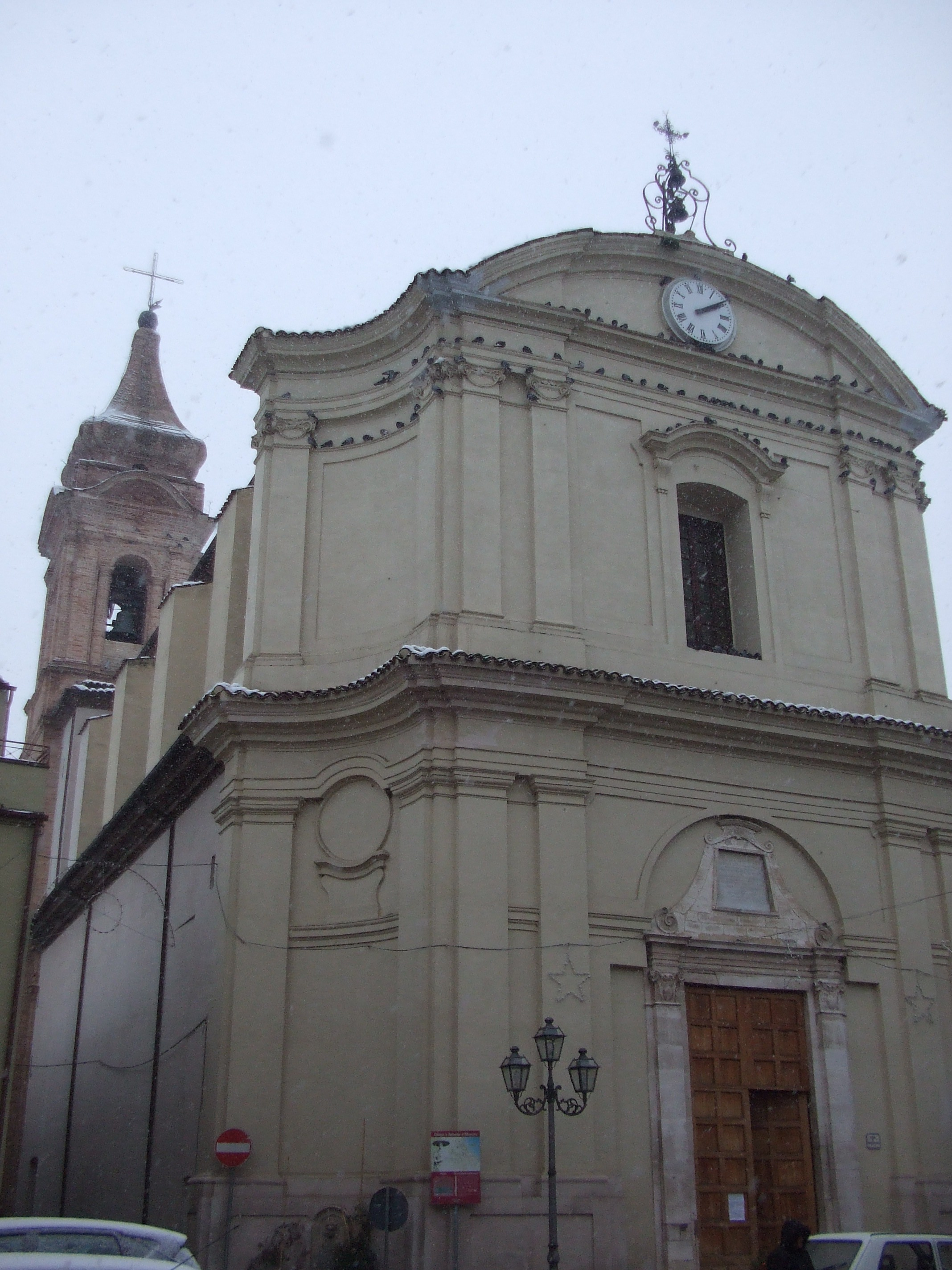
Santa Maria degli Angeli

L'antica chiesa madre presentava una copertura a capriate scoperte e un piccolo rosone che probabilmente è stato successivamente utilizzato come finestra nel nuovo campanile. Ad una sola navata, aveva ai lati due nicchie con le statue della Madonna degli Angeli e di San Pasquale.
Nel 1775 fu conferito a tal mastro Giovannino, cioè l'architetto Giovanni Fontana di Penne, l'ordine di prendere "misura della chiesa per l'ingrandimento di essa" e l'anno successivo iniziarono i lavori. Era abate in quegli anni don Giovanni Alò da Roccaraso, che stette a capo della badia di Bisenti dal 1791 al 1806. Insigne letterato e uomo riservato, viene ricordato in un'iscrizione posta sopra la cappella della Madonna di Loreto: D.O.M. – Almaeque Virgini Lauretanae – Coelorum terrarumque – Dominae – de humano genere benemerentissimae – Abbas Alò – in novo templo – novam aram – Anno AE. V. 1796. La costruzione della chiesa e del nuovo campanile fu completata nel 1796, ma dal giugno del 1798 furono celebrate le prime funzioni.

### Torre medievale della Regina Giovanna

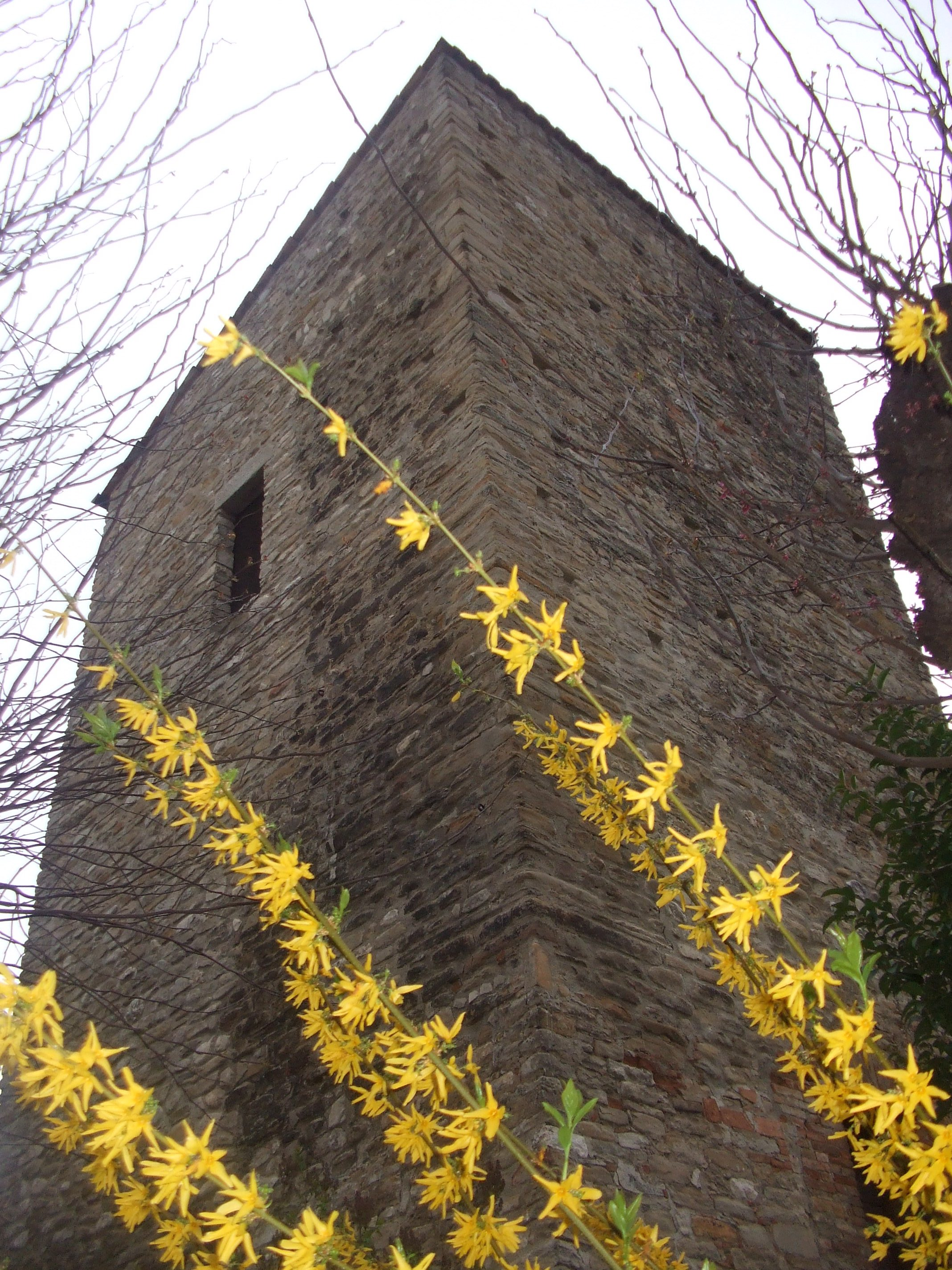
Torre di Giovanna di Napoli

Si tratta di una torre di controllo del XIII secolo, originalmente affiancata da altre due, poi inglobate nelle case. Fu restaurata dalla regina Giovanna I di Napoli. Ha pianta quadrata con base a scarpa. Ha quattro bucature laterali come finestra.

### Altri monumenti
- Casa della Badia dei Monaci Celestini, attuale palazzo comunale. Si affaccia su piazza Vittorio Emanuele III, così come la parrocchia di Santa Maria degli Angeli. L'abbazia risale al XIII secolo, dopo le soppressioni dell'Ordine dei Celestini, fu requisita e adibita a sede comunale. Caratteristica la torretta dell'orologio e il portico a logge ad archi a sesto acuto sulla piazza.
- Chiesa di San Pietro nella contrada omonima
- Fontana vecchia: risalente al Medioevo, con sistema di scolo a qanat

## Società

### Evoluzione demografica
Di seguito l'andamento della popolazione del Comune dall'Unità d'Italia fino a oggi.
Abitanti censiti

#### Demografia di Bisenti in epoca borbonica
Nel 1827 vivevano a Bisenti 1359 persone e 797 risiedevano in campagna, di cui: n. 340 in Rampigno, n. 36 nel rione della Porta da capo, n.123 nel Supporto, n. 69 nel rione della Chiesa verso mezzogiorno, n. 34 nel rione della torre, n. 74 nel rione della Chiesa verso borea, n. 4 nel rione della Corte, n. 192 nel rione del piano di Russo, n. 153 nel rione del piano di Polzo, n. 156 nel rione del Codacchio, n, 62 nel rione del Forno vecchio, n. 57 nel rione del Purgatorio, n. 23 nel rione della Porta da piedi. A Chioviano vivevano 146 persone, a Campomale n. 19, a Campo di Jacovo n. 34, a Paradiso n. 13, a San Nicola n. 6, a Ripoli n. 14, a Colle della battaglia n. 2, a Cipollone n. 15, all'Acquaddosso n. 55, a Piedifinati n. 52, a Santa Margherita n. 8, a San Martino n. 15, a Troiano n. 121, a Cerquagrossa n. 14, a Penzolano n. 49, ai Colli n. 10, a San Magno n. 3, a Cartofano n. 11, a Colle Marmo n. 118, a Campo di Pizzoli n. 9, a Rufiano n. 49, a Spineta n. 4 e a Colle Ceci n. 7.

### Etnie e minoranze straniere
Il fenomeno dell'immigrazione in Italia ha fatto sì che nel paese si stabilissero alcune famiglie provenienti dall'Europa orientale o dall'Africa.
Nel 2008 la popolazione straniera residente a Bisenti risulta essere il 2,37% del totale. La comunità più numerosa è quella marocchina (0,97% del totale della popolazione residente); seguono, tra le più consistenti, quella rumena (0,53%) e quella polacca (0,33%).

### Lingue e dialetti
Il dialetto di Bisenti, detto lu bisindòse, rientra nella categoria dei dialetti meridionali intermedi, facendo parte dell'abruzzese settentrionale (variante diatopica della lingua napoletana, riconosciuta come tale dall'UNESCO). Più precisamente, il dialetto bisentino è molto simile a quello parlato a Penne, pur con alcune differenze.
Nota, traduzione del verbo comprareIn bisentino il verbo comprare si traduce normalmente, anche dalle persone anziane, in cumprà (ad es. "vuoi comprare" si dice: vu cumprà); questa caratteristica è propria dei dialetti centro-settentrionali. Talvolta però viene usato anche il verbo accattà (caratteristico invece dei dialetti meridionali) soprattutto se si tratta di acquistare roba di gran valore come case, terreni ecc. (ad es.: accattìve 'na bella campagne si traduce in: "comprai una bella campagna"). Probabilmente la linea di demarcazione dialettale tra "accattare" e "comprare", che divide in due l'Italia, passa proprio per Bisenti.

## Cultura

### Cucina

#### Primi piatti
- Maccheroni alla molinara (Maccarùne a la mulinère, Prodotto Agroalimentare Tradizionale abruzzese), antichissima ricetta bisentina che prevede una lavorazione a mano del singolo spaghetto;
- Maccheroni alla chitarra (Maccarune a la chitàrre, lavorati con uno strumento apposito detto chitarra o maccarunère, possibilmente conditi con sugo con le pallottine di carne)
- Maccheroni stretti alla mano (Maccarune stròtte a la mène), senza uova, lavorati con la chitarra (con la trama più spessa), così chiamati perché dopo essere stati passati alla chitarra, vengono stretti leggermente tra le mani infarinate;
- Tagliatelle e fagioli (Tajarille e fasciùle, più buone se sono chi li còteche)
- Virtù (li Virtù, minestrone di legumi e pasta che si mangia il primo maggio)
- Taccunèlle, maltagliati a forma romboidale preparati col cosiddetto sugo finto (non con la carne)
- Gnocchi al sugo di castrato di pecora (Surgètte chi lu sùche di castrète)
- Pasta alla boscaiola

#### Polente
- Polenta (la Pulènde, possibilmente spalmata sulla spianatoia e mangiata in comunità)
- Fracchiata (Polenta di cicerchia, in bisentino: Fracchiète, Prodotto Agroalimentare Tradizionale abruzzese)

#### Brodi
- Brodo col cardone (Brode chi lu cardòne, piatto di Natale)
- Scrippèlle 'mbusse (crespelle bagnate nel brodo, si mangia nel periodo di carnevale)
- Brodo con stracciatella
- Brodo con frittatine

#### Secondi piatti
- Pecora al guazzetto (Ciavarre a lu guazzètte)
- Arrosticini di castrato di pecora (li Rustòlle o li Spitìlle)
- Salsicce di fegato (Saggècce di fòteche, Prodotto Agroalimentare Tradizionale abruzzese)
- Ciffe e ciàffe (antica colazione con carne di maiale per chi lavorava nei campi)
- lu Feticatìlle (Fegatelli con uovo)
- Pipindùne e ove (uova e peperoni, da mangiare semplici o nel pane)
- Sardine e peperoni (Sàrde e pipindune)
- Brodetto di pesce (Brudòtte di pòsce, che si mangia alla Vigilia di Natale, possibilmente facendo un pasto unico alle 6 del pomeriggio)
- Polpette di ricotta al sugo
- Genovese (carne di vitello cotta in umido con carote e sedano, tagliata a fette sottili e servita con intingolo di verdure)

#### Contorni
- Fagiolini e patate (Fasciulètte e patène)
- Timballe di chicòcce (lasagne di zucchine)
- La 'mbanizzìte, pietanza realizzata col cavolo cappuccio nel quale vengono sbriciolate le frittelle di granturco precedentemente cotte nel coppo
- Patate cotte al coppo (patène a lu còppe)
- Tiella di peperoni, melanzane, pomodori, patate, cipolle e zucchine ripieni con tonno e mollica di pane
- Cipollata
- Rape e fagioli
- Fagiolini con la mentuccia
- Formaggio fritto
- Fritti di baccalà e di sedano (Baccalà frètte e Làcce frètte, che si spizzicano nel periodo natalizio)

#### Tavola calda - merenda
- Caggione (lu Caggiòne, calzone bianco cotto al forno con ripieno di formaggio)
- Frittelle bisentine (impasto di pizza salato e fritto); possono essere semplici o farcite
- Calzoni (fritti con ripieno di prosciutto e mozzarella o con alici e mozzarella)
- Pizza bisentina (ricetta che prevede l'uso di farina macinata localmente, lievito naturale, sale, acqua, olio e latte nell'impasto)
- Pane con salsiccia sott'olio spalmata (la salsiccia, cruda, deve essere rigorosamente locale)
- Pane con salsiccia di fegato cotta alla brace
- Bruschetta di pane cotta sui carboni col prosciutto
- Panini con porchetta locale (in cui non devono mancare crosta e gelatina) o con tacchino alla canzanese.

#### Dolci
- Tatù (Tatù, antichissimo dolce bisentino in passato realizzato col miele, da qualche secolo con il cacao; tipico di Natale)
- Sfogliatelle bisentine (Sfujatèlle, dolce di Natale, con ripieno di marmellata d'uva "condita" con cacao, cannella e mandorle tostate tritate)
- Paste di mandorla bisentine (Paste di mànnele)
- Bocconotti (Buccunùtte)
- Calcionetti (Cagginètte), ravioli dolci fritti preparati con impasto di ceci;
- Spumini
- Neole
- Pepatelli
- Uccelletti di Sant'Antonio (Cillètte di Sand'Andògne, si mangiano il 17 gennaio in occasione della festa omonima)
- Tarallucci di San Biagio (si mangiano il 3 febbraio)
- Pizza dolce (Pizza dògge), torta di pan di Spagna ripiena di crema bianca e crema al cioccolato; in passato in campagna veniva realizzato anche un terzo strato con mandorle tritate e lavorate; il pan di spagna deve essere bagnato con anisetta o con alchermes oppure con caffè;
- Pizza di Pasqua o panettone casereccio (Pèzze di Pasque)
- Pizza con la ricotta (anch'essa preparata a Pasqua)

#### Vini
- Vino Montonico (lu Mundòneche, che si può gustare particolarmente nella "Festa dell'Uva" che si tiene ogni anno la prima domenica di ottobre con sfilata di carri allegorici ed esibizione di costumi e musiche propri del folklore bisentino)
- Cerbis, spumante dolce realizzato col vitigno Montonico.

### Una caratteristica scomparsa: le "cantine"

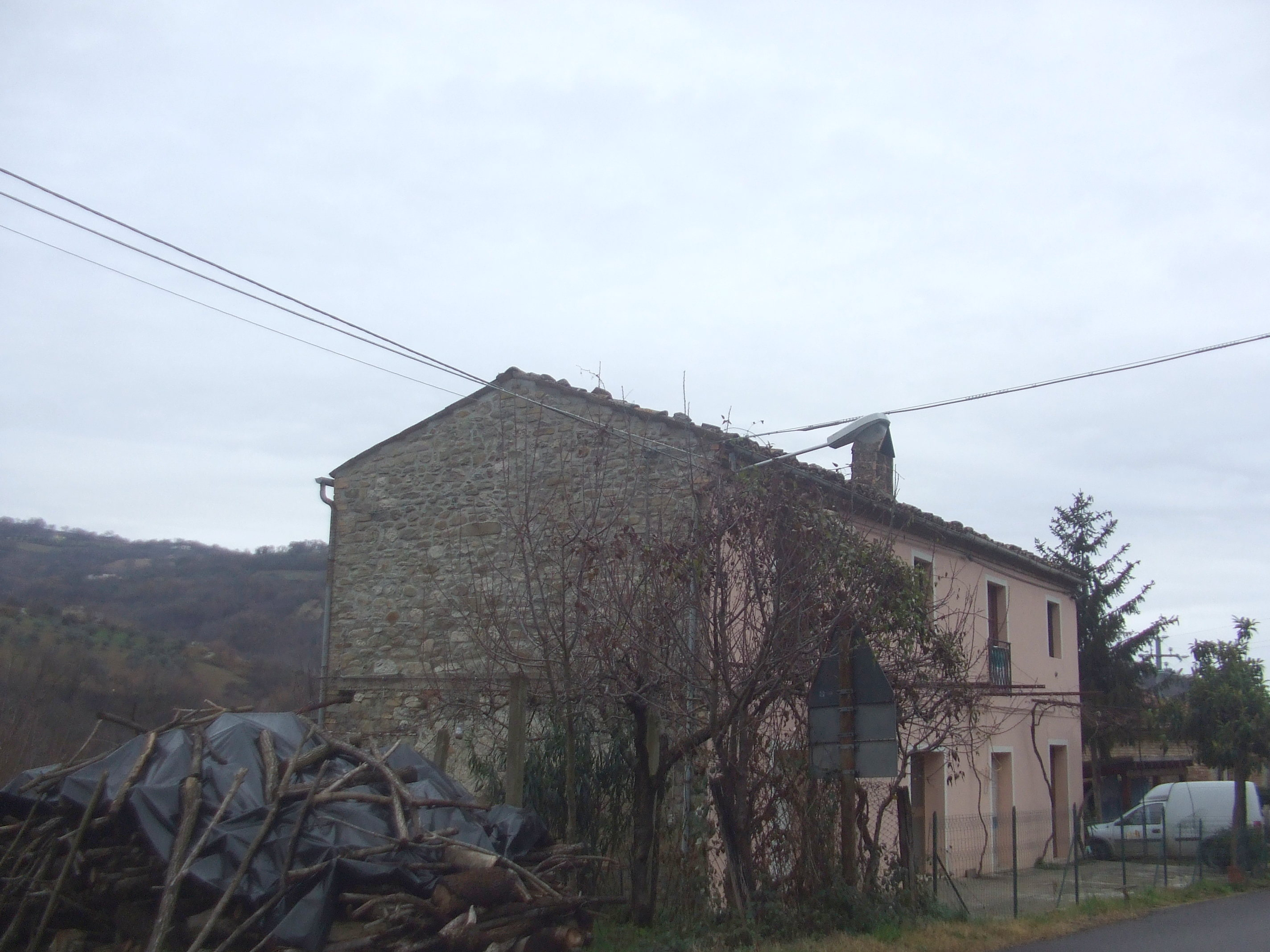
Sulla strada per Teramo si incontra la vecchia cantina de l'Ugginiotte

Fino alla metà degli anni ottanta a Bisenti esistevano le cosiddette "cantine": si trattava di alcuni locali, piccole osterie antesignane degli odierni bar dove la gente si riuniva per mangiare e bere. L'oste (lu candinère) vendeva le bevande: vino, birra, acqua, gassosa ecc. mentre i clienti portavano da mangiare da sé porchetta, tacchino alla canzanese, trippa, pasta e fagioli, che condividevano spesso con i propri amici. Le cantine erano luoghi di ritrovo per gli abitanti del paese che si riunivano per una chiacchierata o una partita a carte; era estremamente raro che clienti delle cantine fossero le donne, le quali invece rimanevano a casa a preparare i piatti ai propri mariti.
Agli inizi degli anni ottanta le cantine di bisenti erano:
- la cantina de l'Ugginijòtte, sita sulla strada per il cimitero;
- la cantina di Variste vicino alla piazzetta della legna;
- la cantina di Middijùcce di Quiète in via Rampigno;
- la cantina di Brunette, esistente almeno dal 1915, vicino alla torre medievale;
- la cantina de lu scarpère, nel rione del Supporto.

Le cantine scomparvero con l'introduzione dello scontrino fiscale e l'obbligatorietà delle casse negli esercizi pubblici: infatti molto spesso era difficile per gli osti dar conto della provenienza del vino che vendevano, che talvolta era di produzione propria, altre volte era regalato, così un pezzo di storia del paese si perse per sempre.

## Geografia antropica
Bisenti, per la sua posizione geografica, storia e tradizione è sicuramente il paese più importante di tutta la vallata, della quale gli altri paesi hanno fatto capo, essendo troppo lontani dai grossi centri abruzzesi. Infatti Bisenti fu per secoli sede giudiziaria dei castelli limitrofi e divenne per un secolo e mezzo capo mandamento con una propria pretura, soppressa solo nel 1956. Anche la popolazione del paese era in passato consistente, annoverando negli anni trenta cinquemila anime quando Teramo ne contava meno di trentamila, Penne circa dodicimila e Montesilvano aveva lo stesso numero di abitanti di Bisenti.
Il Comune di Bisenti, oltre al paese, non ha significativi agglomerati urbani, ma solo gruppi di case sparsi nelle varie Contrade dell'agro.
Le Contrade del bisentino sono: (in corsivo i nomi in dialetto bisentino): Acquadosso o Acquaddosso (Acquaddosse), Campo Pizzoli o Campo di Pizzo (Cambe di Pèzze), Chioviano Alto (Chiuviène Adde), Chioviano Basso (Chiuviène Bbasse), Ciandò (Ciandò), Colle Ceci (Colli cìce), Colle Marmo (Colli Marme), Colle Male (Colli Mèle), Colle Paradiso (Colli Paradèse), Penzolano (Pinzulène), Piane Grande (Pièni Grande), Piedifinati (Pitefinète), Rufiano (Rufiène), Saletti (Salètte), San Martino (Sande Martène), San Nicola (Sande Nicòle), San Savino (Sandi Savène) e San Pietro (Sande Pìtre).
Il più importante gruppo di case è il paesello di Troiano (Trjìne), posto lungo la Val Fino ai piedi di Colle Marmo; altri sono: Bivio Castelli (detto dialettalmente Cazzètti, in contrada Rufiano), Villa Falone, Villa Mongoni, Villa Turchi (sempre a Rufiano), Villa Scipione (sulla sommità del colle), Villa Zurritto, Villa Baggiutto (a Colle Marmo), San Nicola (nella contrada omonima), Villa Sarto e Villa Ciaricelli (a Chioviano Basso).
Il punto più alto del Comune di Bisenti è la cima di Colle Marmo (702 m). Sulle sommità dei colli maggiori (Colle Marmo, Rufiano, Chioviano Alto, San Pietro), immersi nei verdi colori della campagna abruzzese, si può godere un eccezionale panorama che apre i suoi orizzonti all'Adriatico, ai massicci del Gran Sasso, Maiella, Monti della Laga e Monti Gemelli nonché all'umbro e marchigiano monte Vettore. I corsi d'acqua che attraversano il Comune sono: il fiume Fino (in dialetto: Fène), il Fossato (Fussète), il torrente Cerchiola (Circhiòle) e il fosso Petronico (Pitròneche), che delimita il confine meridionale con il comune di Penne.

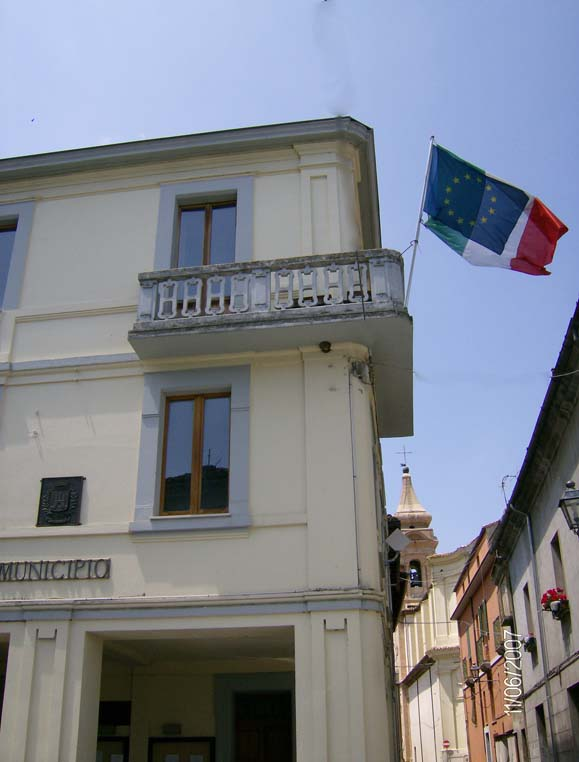
Il Palazzo del Municipio

In passato il territorio comunale di Bisenti ha avuto vari ingrandimenti: dal 1806 al 1831 comprendeva anche l'odierno comune di Arsita (fino al secolo scorso denominata Bacucco) e, durante il periodo napoleonico, il paese e l'agro di Appignano; nel 1832 le frazioni Castagna e Colle furono staccate costituendo il nuovo comune di Castagna; nello stesso periodo vennero fatte manifestazioni per l'annessione al comune anche della Contrada Bèfaro (in dialetto: Bòfere), appartenente a Castelli, ma molto più facilmente raggiungibile da Bisenti.

### Rioni e contrade: oggi e nell'antichità
Il centro storico del paese è diviso in tre rioni: Codacchio (Cudàcchie o Gudàcchie), Rampigno (Rampìgne), Supporto (Supporte).
Anticamente la suddivisione rionale era molto più fitta. Di seguito l'elenco completo dei rioni, tratto dai registri dello Stato civile del Comune di Bisenti dell'Ottocento: Codacchio - Rione della Piazza - Rione della Chiesa - Supportico (poi Supporto) - Rione della Torre o del Castello - Rione del Forno (o del Forno vecchio) - Rione del Macello - Rione delle Coste - Piano di Polzo - Piano dei Rossi (o Pian del Russo) - Porta da Capo (o Rampigno)
Dai vecchi registri catastali si possono desumere i nomi delle antiche contrade del Comune, delle quali solo alcune hanno mantenuto invariata la toponomastica fino ad oggi: Terre Zanelle - Intagliata - Pocafeccia - Li Paduli - Nuova Salamma - Li Morelle - Lame Melone - Colle Muormo (oggi Colle Marmo) - Cipollone - Ciambane - Colle Ceci - Piano del Moro - Le Vicenne - Campo Male - Chioviano - Campo di Jacovo - Paradiso - Colle della Battaglia - Ripoli - Acquaddosso - San Nicola - Santa Margherita - San Martino - San Pietro - San Savino - Cerquagrossa - Penzolano - Cartofano - Sante Vigne - Spineta - Saletto - Le Grotte - Sepicine - La Pietra - Mazzaccone ecc.

## Infrastrutture e trasporti
A Bisenti passa la ex SS 365, che collega il paese a Villa Vomano e allo svincolo di Basciano della A24. Il tracciato è molto tortuoso e di fatto isola il paese dal resto della provincia; nel contempo in più punti offre fantastici panorami che spaziano dai monti Sibillini fino alla Maiella.
Da Bisenti inizia la strada provinciale che, seguendo il fondovalle del fiume Fino, giunge a Montesilvano. Da qui si raggiunge facilmente la città di Pescara.

### Opere incompiute o mai realizzate
- La diga di Bisenti.

Progetto risalente agli anni sessanta, lungo il fondovalle del fiume Fino, nei pressi di Bisenti, si sarebbe dovuta costruire una diga che avrebbe formato un piccolo bacino acquifero, il lago di Bisenti. Il progetto, che ebbe diversi stanziamenti in denaro, nonostante la costituzione di un'apposita società, non è mai partito.
- Ferrovia Teramo-Penne.

L'idea risale agli anni venti; un asse ferroviario appenninico avrebbe dovuto collegare i capoluoghi di provincia marchigiani e abruzzesi. La provincia di Teramo sarebbe stata interessata dalla tratta Teramo-Penne, che, partendo dalla stazione di Teramo, avrebbe superato Villa Vomano e avrebbe raggiunto Penne passando per Bisenti. La catena collinare tra le valli del Vomano e del Fino sarebbe stata superata con una galleria sotto monte Giove. Bisenti sarebbe stata dotata di una propria stazione ferroviaria.
- Strada Vomano-Fino.

Dagli anni sessanta si cominciò a pensare di migliorare i tortuosi collegamenti tra la vallata del Fino e il capoluogo di provincia con una strada a scorrimento veloce. Dopo quarant'anni e numerosi dibattiti sull'ubicazione del tracciato, sono stati aperti al momento due brevi tratti: il primo collega il fondovalle del Fino nei pressi della frazione Piedifinati a Villa Zurritto, mentre il secondo, partendo dalla SS 81 nei pressi di Cermignano, si ricollega alla strada per Poggio delle Rose.
La strada Vomano-Fino negli ultimi anni è entrata a far parte del progetto della Pedemontana Abruzzo-Marche di cui sono stati realizzati solamente pochi tratti nelle due regioni interessate.
Sicuramente la mancata realizzazione di queste 3 infrastrutture ha accentuato lo spopolamento della cittadina e il decadimento demografico della vallata, rendendola seppur centrale nella geografia della regione Abruzzo, nei fatti risulta isolata e arretrata come collegamenti.

## Amministrazione
| Periodo           | Periodo           | Primo cittadino       | Partito                         | Carica                    | Note          |
| ----------------- | ----------------- | --------------------- | ------------------------------- | ------------------------- | ------------- |
| 12 giugno 1994    | 24 maggio 1998    | Anacleto Di Francesco | Alleanza dei Progressisti       | Sindaco                   | [ 17 ]        |
| 25 maggio 1998    | 27 maggio 2007    | Enzino De Febis       | Lista civica di centro-destra   | Sindaco                   | [ 18 ] [ 19 ] |
| 28 maggio 2007    | 6 maggio 2012     | Guido De Luca         | Lista civica di centro-sinistra | Sindaco                   | [ 20 ]        |
| 7 maggio 2012     | 23 febbraio 2015  | Enzino De Febis       | Lista civica La fonte           | Sindaco                   | [ 21 ]        |
| 24 febbraio 2015  | 30 maggio 2015    | Nicolino Bonanni      |                                 | Commissario straordinario | [ 22 ]        |
| 31 maggio 2015    | 22 settembre 2020 | Enzino De Febis       | Lista civica La fonte           | Sindaco                   | [ 23 ]        |
| 23 settembre 2020 | 3 ottobre 2021    | Giuliana Longhi       |                                 | Commissario straordinario |               |
| 4 ottobre 2021    | in carica         | Renzo Saputelli       | Lista civica                    | Sindaco                   |               |

### Gemellaggi
- Buttapietra
- Délegyháza

## Festività e sagre
- Festa di sant'Antonio abate il 17 gennaio, con la caratteristica questua del Santo per le case del paese e ballo finale della pupa;
- Festa di san Pasquale Baylón il 17 maggio;
- Festa della Madonna degli Angeli il 2 agosto, citata anche da Gabriele D'Annunzio;
- Revival dell'uva e del vino Montonico, che si tiene ogni anno il primo fine settimana di ottobre, caratterizzato dalla sfilata dei carri allegorici, manifestazioni tradizionali e degustazione di prodotti tipici.

## Sport

### Calcio
La principale squadra di calcio della città è Bisenti 1933 Calcio che milita nel girone D abruzzese di 1ª Categoria. I colori sociali sono: il rosso e il blu. È nata nel 1933.